# Marcia Wallace

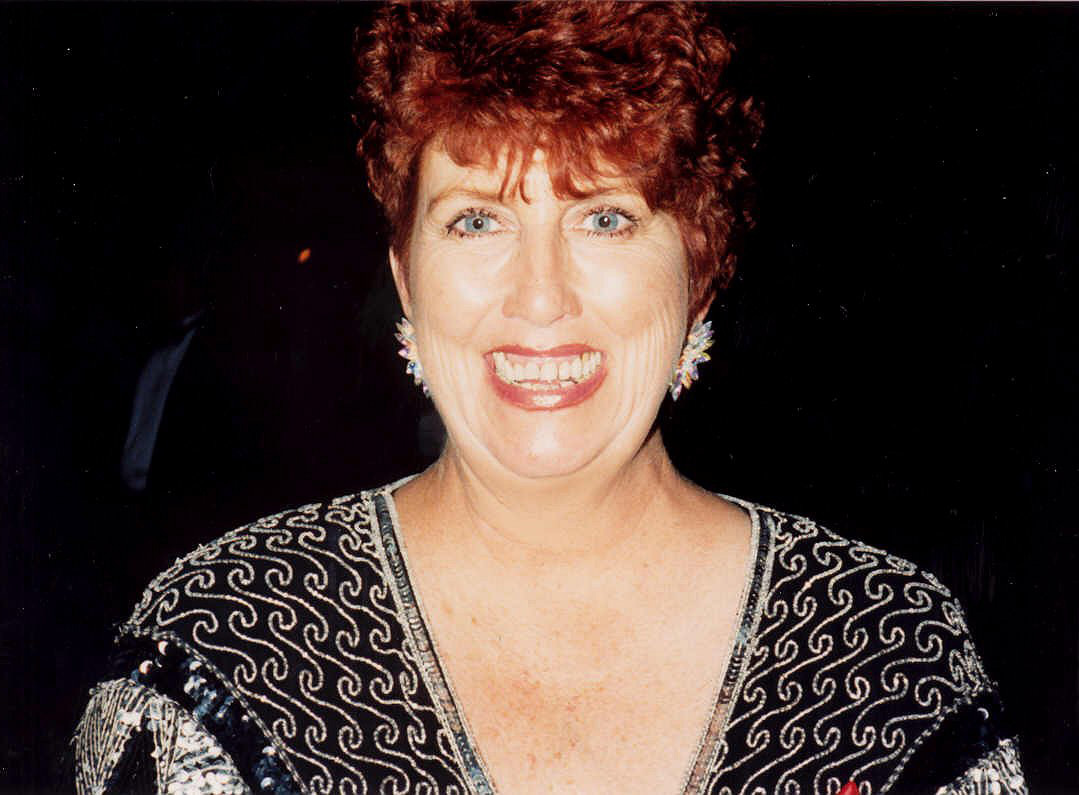
Marcia Wallace in 1996 bij de Emmy Awards

Marcia Karen Wallace  (Creston, Iowa,  1 november 1942 – Los Angeles, 25 oktober 2013) was een Amerikaans (stem)actrice. 
Zij stond bekend als de stem van Edna Krabappel uit de animatieserie The Simpsons, waarvoor ze in 1992 een Emmy won.
Wallace is in de Verenigde Staten bekend als Carol Kester in  “The Bob Newhart Show”  en was vaak gast in The Merv Griffin Show. Ze speelde ook vaak mee in spelprogramma’s, zoals Family Feud.
Marcia Wallace speelde mee in de sitcom That's My Bush! als Maggie Hawley en in de film “Tru Loved”. Ook in het toneelstuk De Vagina Monologen deed zij mee.
In 2013 is zij na een langdurige ziekte overleden op 70-jarige leeftijd.

## Gastrollen in televisieseries
- Alf (televisieserie)
- Full House (televisieserie)
- Bewitched
- Murphy Brown
- Murder, She Wrote
- The Brady Bunch
- Charles in Charge
- Magnum, P.I.
- A Different World (televisieserie)
- Taxi (televisieserie)
- The Young and the Restless